# Saline Water Conversion Corporation
Die Saline Water Conversion Corporation (SWCC; arabisch المؤسسة العامة لتحلية المياه المالحة, DMG al-Muʾassasa al-ʿāmma li-taḥliyat al-miyāh al-māliḥa) ist eine Saudi-arabische staatliche Corporation mit Sitz in Riad. Ihr Unternehmensgegenstand ist die Wasseraufbereitung zur Versorgung Saudi-Arabiens mit Trink- und Betriebswasser sowie die Unterstützung der nationalen Elektrizitätsversorgung.

## Unternehmensstruktur
SWCC ist unmittelbar dem Ministerium für Umwelt, Wasser und Landwirtschaft (Ministry of Environment Water and Agriculture – MEWA) unterstellt. Der aus acht Mitgliedern bestehende Verwaltungsrat (Board of Directors) ist ihr oberstes Leitungsgremium. Vorsitzender des Verwaltungsrates ist der Minister Abdulrahman bin Abdul Mohsen Al-Fadli. Stellvertretender Vorsitzender, Gouverneur und damit CEO ist Abdullah bin Ibrahim Al-Abdulkarim. Im Jahr 2021 hatte SWCC rund 10.000 Mitarbeiter ganz überwiegend saudischer Nationalität, davon 152 Frauen.

## Geschäftsfelder
SWCC ist das größte Meerwasserentsalzungsunternehmen der Welt und Saudi-Arabiens zweitgrößtes Energieversorgungsunternehmen.
SWCC betreibt Entsalzungsanlagen in Jubail, Shoaiba, Ras Al Khair, Yanbu, Khobar, Jeddah, Duba, Shuqaiq, Khafji, Al Qunfudah, Al-Lith, Al Wedjh, Umluj, Rabigh, Farasan, Haql und Al-Aziziah (Yanbu). Im Jahr 2021 produzierte SWCC 5,9 Millionen m³ Wasser pro Tag und bei einer installierten Energieversorgungsleistung von 9493 MW. Eingesetzte Verfahren sind die Mehrstufige Entspannungsverdampfung (MSF, Multi-stage flash distillation), die Umkehrosmose (RO, Reverse Osmosis), die Multiple-effect distillation (MED) und andere Verfahren.
Weitere 75 Projekte waren 2021 im Realisierungs- oder Planungsstadium. Dabei wird die zunehmende Verwendung erneuerbarer Energien angestrebt. Seit 1982 betreibt SWCC die Saudi Water Academy als Ausbildungs- und Forschungsstätte.